# Пертиярви
Пертиярви — озеро на территории Воломского сельского поселения Муезерского района Муезерского района Республики Карелия.

## Общие сведения
Площадь озера — 0,6 км², площадь водосборного бассейна — 103 км². Располагается на высоте 193,1 метров над уровнем моря.
Форма озера лопастная, продолговатая: вытянуто с запада на восток. Берега каменисто-песчаные, с юга — заболоченные.
Через озеро протекает река Конди, вытекающая из озера Конди, протекающая также озеро Аланиярви и впадающая в Лексозеро, откуда через реки Сулу и Лендерку воды в итоге попадают в Балтийское море.
Код объекта в государственном водном реестре — 01050000111102000010724.